# AN/SQS-56
AN/SQS-56 (экспортное обозначение DE1160) — американская интегрированная  корабельная гидроакустическая система, разработанная и производившаяся подразделением Submarine Signal Div. компании Raytheon в Портсмуте, Род-Айленд. Предназначена для размещения на кораблях класса фрегат и корвет. Предназначена для обнаружения, сопровождения и классификации подводных целей. Включает противолодочную систему с подкильной и/или буксируемой антенной, систему обнаружения и огибания препятствий и мин, противоторпедную систему. Создана с учётом опыта разработки и эксплуатации ГАС AN/SQS-26.
Особенностями станции является цифровая обработка гидроакустических сигналов, компьютерное управление и выбор оптимальных режимов работы, усовершенствованные цветные индикаторы, небольшая масса и габариты приборов. Предусмотрена система автоматического поиска и локализации неисправностей, встроенный тренажёр. Работает в активном и пассивном режимах. Помимо подкильной антенны в состав станции входит буксируемая антенна.

## Тактико-технические характеристики
- Рабочие частоты:
  - SQS-56 — 6,7 кГц; 7,5 кГц; 8,4 кГц[4]
  - SQS-56(I) — 3,75 кГц; 7,5 кГц; 12 кГц[2]
- Ширина полосы — 400 Гц[4]
- Мощность излучателя — 36 кВт[4]

## Установки на кораблях
- Фрегаты типа «Оливер Хазард Перри»
- Фрегаты типа «Явуз» (МЕКО 200)
- Фрегаты типа «Маэстрале»
- Эскадренные миноносцы типа «Луиджи Дуранд де ла Пенне»
- Джузеппе Гарибальди (авианосец)